# Јоухана Гвидрун Јоунздоутир
Јоухана Гвидрун Јоунздоутир (исл. Jóhanna Guðrún Jónsdóttir; Копенхаген, 16. октобар 1990) исландска је певачица која наступа под уметничким именом Јохана (Yohanna/Jóhanna). Са 9 година је издала први албум и постала дечја звезда на Исланду. 
Учествовала је на такмичењу за Песму Евровизије 2009. у Москви са песмом на енглеском језику Is It True? („Да ли је истина“). Победила је у свом првом полуфиналу, док је у финалу је заузела друго место са 218 поена. 

### Комерцијални албуми
- 2008: